# Pachypodol
Pachypodol  es un flavonol O-metilado , un tipo de compuesto químico. Se puede aislar de Pachypodanthium confine, de la hierba china Agastache folium y de las hojas de Agastache rugosa (menta de Corea).